# 襟立衣

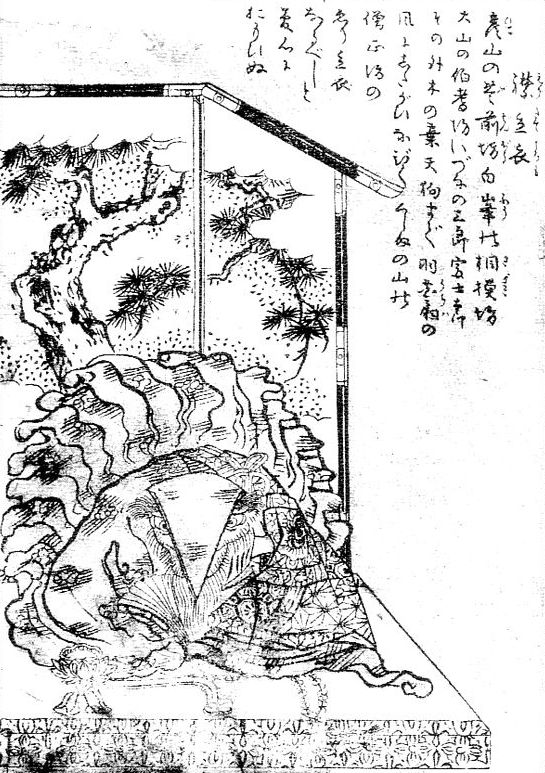
鳥山石燕『百器徒然袋』より「襟立衣」

襟立衣（えりたてごろも）は、鳥山石燕の妖怪画集『百器徒然袋』で描かれている日本の妖怪で、僧侶の着る襟立衣の妖怪。
柄香炉を前に置いて数珠を持ち、本来は立てた状態で着用するはずの襟立衣の襟の部分が顔に垂れ下がり鼻かくちばしのようになった妖怪として描かれている。石燕は解説文で「くらま山の僧正坊のゑり立衣なるべしと夢心におもひぬ」と記しており、天狗の着用していた僧衣なのではないかと述べている。文中に挙げられている「鞍馬山の僧正坊」とは大天狗のひとりとして修験道や能などを通じて名前が知られている天狗の名であり、牛若丸（源義経）に軍学や剣術を教えたと語られている存在でもある。